# Canadell (Sant Joan les Fonts)
Canadell és una masia de Sant Joan les Fonts (Garrotxa) inclosa a l'Inventari del Patrimoni Arquitectònic de Catalunya.

## Descripció
És un mas situat a la serra de Canadell, pròxim a la torre de defensa del mateix nom. És de planta rectangular i teulada a dues aigües amb les vessants vers les façanes laterals. Disposa de baixos, dos pisos i golfes. Va ser bastit amb pedra menuda, llevat dels cantoners; les obertures tenen arc de descàrrega i llinda de fusta. Cal destacar la llinda de la porta d'entrada principal: "J O A N C A N A D E L L" i "M A R I A J O S E".

## Història
El dia 11 de gener de 1398, Pere de Canadell confessa i reconeix a l'honorable Gabriel de Prat, senyor de Castellfollit, que ha de prestar a ell i llurs successors 40 sous barcelonesos per diverses propietats que tenia concedides. També tributaren a la família Maçanella, a Elionor Millas de Besalú, a Rafela Malars de Sales de Llierca (esposa del famós Joan de Malars). Trobem datats hereus d'aquest mas fins a l'any 1850, moment en què Joan i Josep, nebots del difunt Josep de Canadell, es varen repartir el patrimoni d'aquesta casa: Joan es va quedar amb el mas Pontí de Montagut i en Josep amb el mas Canadell de Sant Joan.